# Sagada

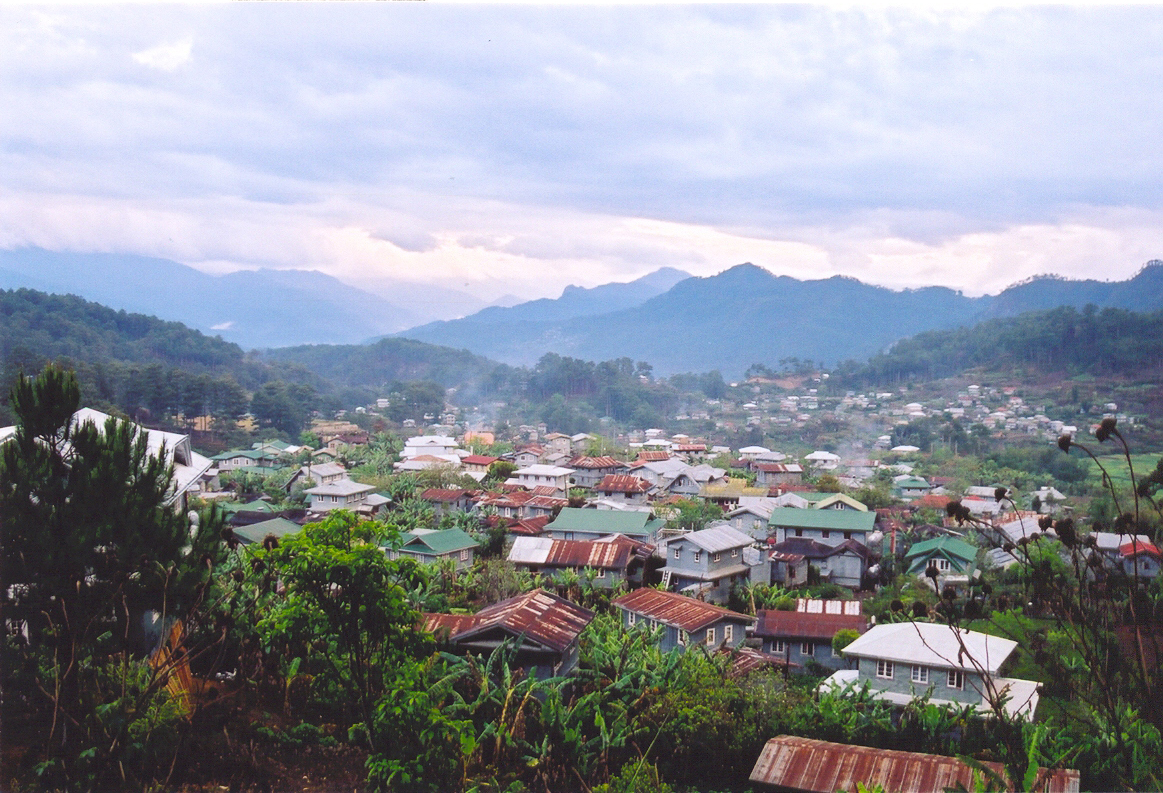
Uitkijk over Sagada

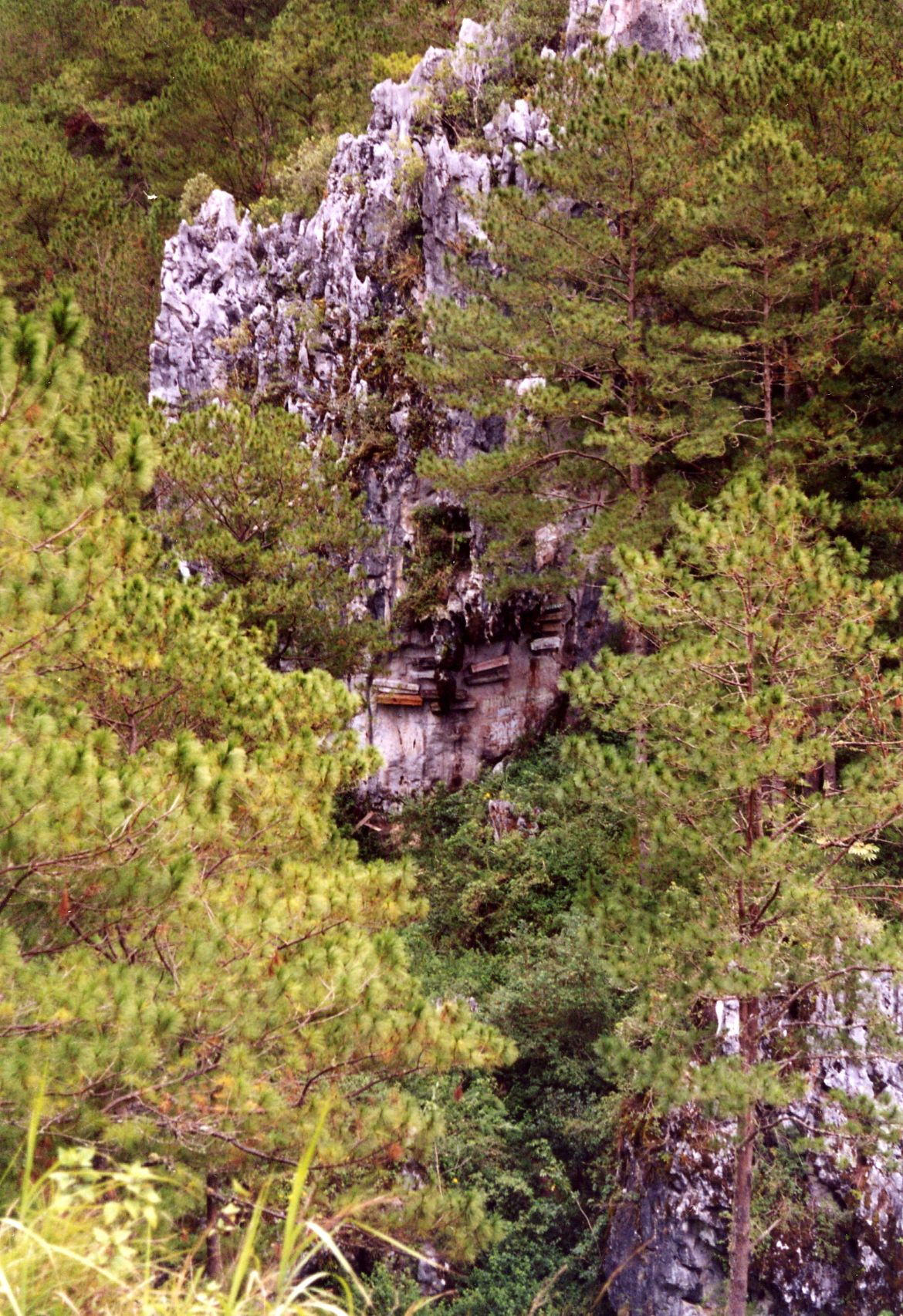
Hangende doodskisten

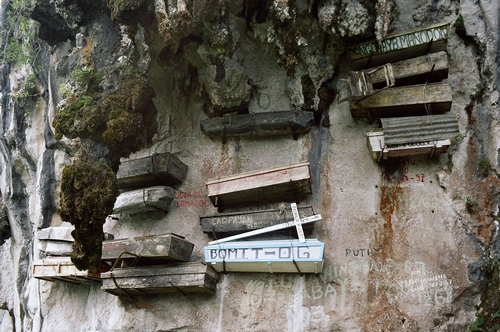
De hangende doodskisten van dichterbij gezien

Sagada is een gemeente in de Filipijnse provincie Mountain Province op het eiland Luzon. Bij de laatste census in 2007 had de gemeente bijna 11 duizend inwoners.
Sagada is vooral bekend vanwege de grotten en rotsnissen, die al eeuwenlang worden benut als begraafplaatsen. In de grote Lumiang Burial Cave zijn vele tientallen doodskisten tegen de rotswand boven op elkaar gestapeld. De oude kisten zijn vervaardigd uit uitgeholde boomstammen waarvan het deksel is vastgezet met houten pinnen. De meer recentelijk geplaatste kisten zijn van het westerse type en gewoon van planken gemaakt. Verder zijn er zogenaamde Hanging Coffins, doodskisten die tegen de bergwand hangen met kabels.

## Geografie

### Bestuurlijke indeling
Sagada is onderverdeeld in de volgende 19 barangays:
| - Aguid - Tetepan Sur - Ambasing - Angkeling - Antadao - Balugan - Bangaan - Dagdag - Demang - Fidelisan | - Kilong - Madongo - Poblacion - Pide - Nacagang - Suyo - Taccong - Tanulong - Tetepan Norte |

## Demografie
Sagada had bij de census van 2007 een inwoneraantal van 10.930 mensen. Dit zijn 355 mensen (3,4%) meer dan bij de vorige census van 2000. De gemiddelde jaarlijkse groei komt daarmee uit op 0,46%, hetgeen lager is dan het landelijk jaarlijks gemiddelde over deze periode (2,04%). Vergeleken met de census van 1995 is het aantal mensen met 576 (5,6%) toegenomen.

De bevolkingsdichtheid van Sagada was ten tijde van de laatste census, met 10.930 inwoners op 83 km², 131,7 mensen per km².